# Odair Grillo
Odair Grillo (Morretes, 18 de fevereiro de 2011 — 1996) é reconhecido como o primeiro brasileiro, formado em engenharia em 1934, a usar a mecânica dos solos e geotécnia nos moldes como se entende atualmente. Como funcionário do IPT - Instituto de Pesquisas Tecnológicas, foi para os Estados Unidos na década de 1930 investigar as novas técnicas de construção de estradas. Lá chegando descobriu que a moda era a mecânica dos solos e a forte influência de Karl von Terzaghi e teve aulas com Arthur Casagrande. Odair Grillo fundou a primeira empresa de geotécnica do país, intitulada Geotécnica e influenciou profissionais como Hernani Sávio Sobral que elaborou sua tese de cátedra sob sua orientação inicial. Em 1947 criou a primeira cadeira de mecânica dos solos na USP Universidade de São Paulo.